# 拔示巴 (热罗姆)

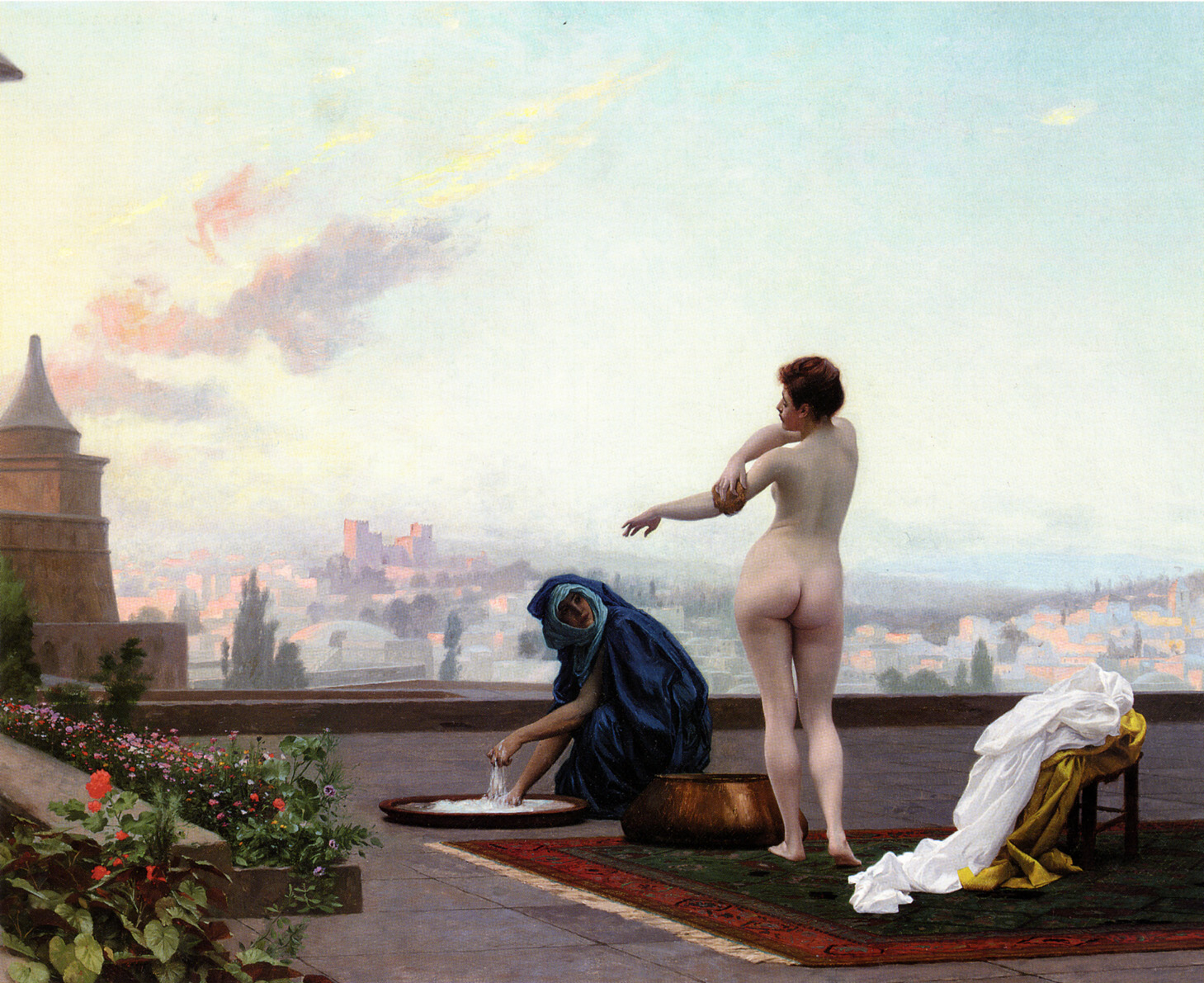
拔示巴

拔示巴（法語：Bethsabée）是法国画家让-莱昂·热罗姆的一幅油画，1889年在布日瓦勒创作。现为私人收藏。
一 日 ， 太 阳 平 西 ， 大 卫 从 床 上 起 来 ， 在 王 宫 的 平 顶 上 游 行 ， 看 见 一 个 妇 人 沐 浴 ， 容 貌 甚 美 ，——撒 母 耳 记 下11：2
杰洛姆在布日瓦勒工作，在他的夏季工作室的屋顶上，周围被树木和灌木丛包围，这样的安排，遮蔽了好奇的目光，模特可以在户外摆出姿势，获得不同的气氛效果。1889年夏天，在那里完成了《拔示巴》，描绘赫人乌利亚美丽的妻子拔示巴，在屋顶露台沐浴。 人物造型优雅，肤色精致，光线的效果令人惊叹。

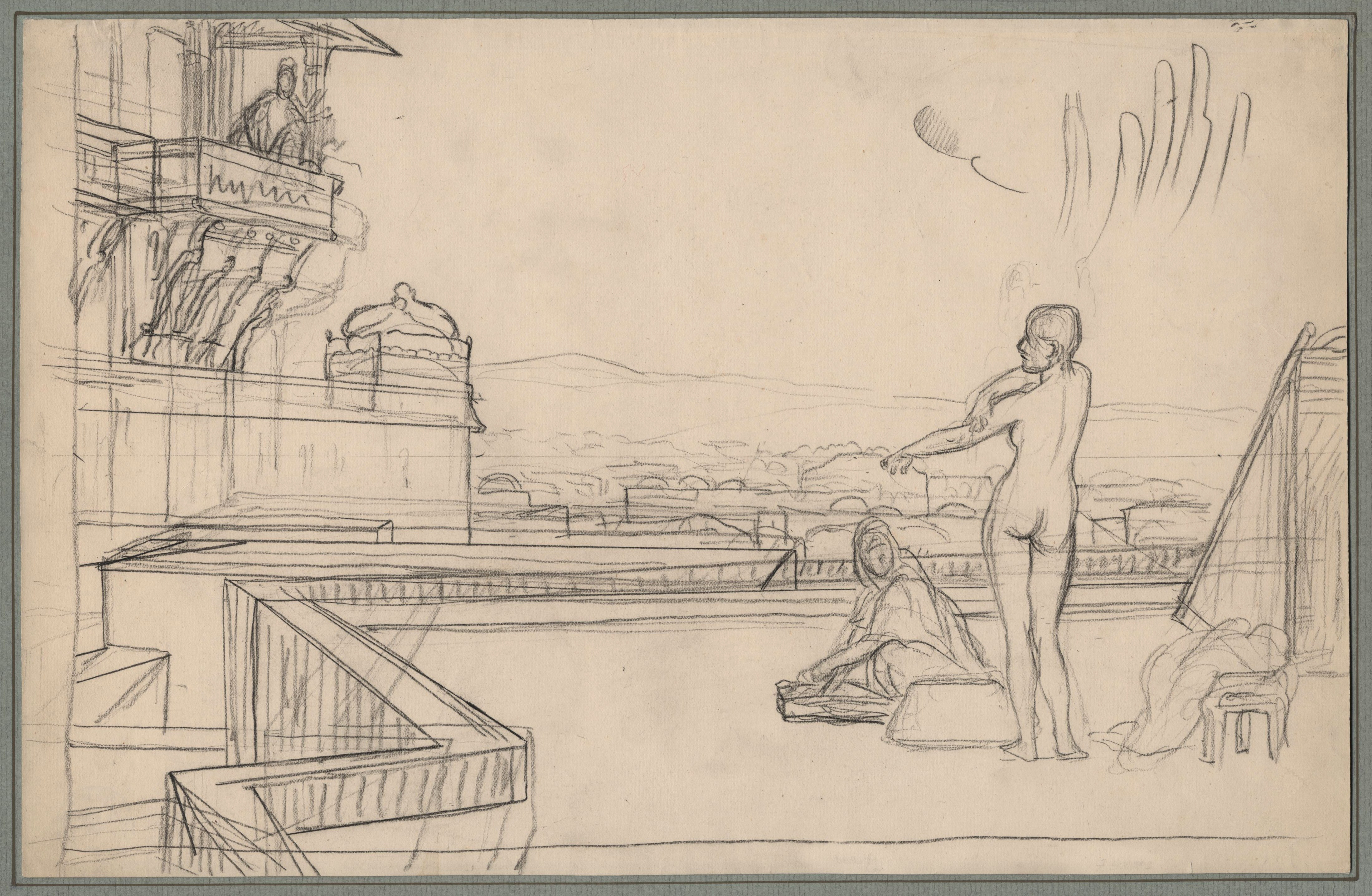